# Claude Jephcott
Allan Claud Jephcott (31 tháng 10 năm 1890 - 5 tháng 10 năm 1950) là một cầu thủ bóng đá người Anh thi đấu ở vị trí tiền đạo.

## Sự nghiệp
Sinh ra ở Smethwick, Jephcott chuyển từ Brierley Hill Alliance đến West Bromwich Albion vào tháng 4 năm 1911, kí hợp đồng với mức giá 100 bảng Anh. Ông giải nghệ vào tháng 5 năm 1923, sau khi có 189 lần ra sân cho câu lạc bộ trên mọi đấu trường. Ông là khách mời thời chiến thi đấu cho Lincoln City năm 1918, thi đấu một trận, và cũng là khách mời cho Birmingham City, một trong năm cầu thủ West Bromwich Albion làm điều này trong Thế chiến thứ I.
Ông có 2 lần thi đấu cho Football League, một vào năm 1914 trước Scottish League và một vào năm 1919 trước Irish League.